# تیم ملی هاکی روی چمن مردان مالزی
تیم ملی هاکی روی چمن مردان مالزی (با نام مستعار ببرهای سریع) نماینده مالزی در مسابقات بین‌المللی هاکی روی چمن است. در ماه اوت ۲۰۲۳، این تیم در رتبه‌بندی فدراسیون بین‌المللی هاکی در رده نهم جهان و رتبه دوم آسیا قرار داشت. نهاد حاکم بر این ورزش، کنفدراسیون هاکی مالزی است.

## تاریخچه
هاکی در مالزی دارای سابقه طولانی است، وفق اینکه اولین بازی رسمی در کوالالامپور در روز ۳۰ نوامبر ۱۸۹۸ برگزار شد. اولین بازی بین‌المللی مالزی در سال ۱۹۳۲ برابر تیم المپیک هند، که همان اواخر مدال طلای المپیک را به دست آورده بود، برگزار شد.
مالزی هفت بار جواز حضور در جام جهانی را پیدا کرده است. بهترین مقامی که مالزی در ابن رویدادها کسب کرد در سال ۱۹۷۵ است که این کشور میزبان این رویداد بود و به مقام قابل توجه چهارمی دست یافت. ارزشمندترین رویداد هاکی مالزی، مسابقات سالانه سلطان ازلان شاه است که در کوالالامپور برگزار می‌شود. نام این رویداد به خاطر نام نهمین پادشاه مالزی، سلطان ازلان شاه گذاشته شده است که فردی علاقمند و حامی هاکی بود، برگزاری مسابقات بر اساس دعوت از تیم‌ها می‌باشد که از سال ۱۹۸۳ به صورت دو سالانه آغاز شد و بعد از بالندگی و محبوبیت در سال ۲۰۰۳ به رویداد سالانه تبدیل شد. تیم هاکی مالزی، اولین مقام قهرمانی خود در جام سلطان ازلان شاه را در سال ۲۰۲۲ با شکست دادن کره‌جنوبی در فینال با نتیجه ۳ بر ۲ کسب کرد.
کوالالامپور افتخار میزبانی از برگزاری اولین دوره مسابقات کشورهای مشترک‌المنافع در سال ۱۹۹۸ را داشت که ورزش هاکی هم در بین مسابقات قرار داشت. تیم ملی مالزی با قرار گرفتن در جایگاه دوم و کسب مدال نقره توانایی خود را نشان داد، در فینال مسابقات برابر استرالیا با نتیجه ۴ بر صفر شکست خورد. دیگر دستاورد مهم مالزی میزبانی از جام جهانی هاکی ۲۰۰۲ بود که ۱۶ تیم در آن حضور داشت و تنها جام جهانی بود که به این فرمت برگزار شد. در این دوره به خاطر تطبیق با شرایط گرمای زیاد و رطوبت، تیم‌ها به جای ۱۶ بازیکن طبق روال معمول، اجازه یافتند ۱۸ بازیکن در اختیار داشته باشند.

## تاریخچه مسابقات
کادر قرمز رنگ در ستون سال بیانگر این است که بازی‌ها در مالزی برگزار شده و جایگاه کسب شده را نشان می‌دهد.
المپیک تابستانی
| ۱۹۵۶ | نهم                 |
| ۱۹۶۰ | جواز حضور پیدا نکرد |
| ۱۹۶۴ | نهم                 |
| ۱۹۶۸ | پانزدهم             |
| ۱۹۷۲ | هشتم                |
| ۱۹۷۶ | نهم                 |
| ۱۹۸۰ | حضور نیافت          |
| ۱۹۸۴ | یازدهم              |
| ۱۹۸۸ | جواز حضور پیدا نکرد |
| ۱۹۹۲ | نهم                 |
| ۱۹۹۶ | یازدهم              |
| ۲۰۰۰ | یازدهم              |
| ۲۰۰۴ | جواز حضور پیدا نکرد |
| ۲۰۰۸ | جواز حضور پیدا نکرد |
| ۲۰۱۲ | جواز حضور پیدا نکرد |
| ۲۰۱۶ | جواز حضور پیدا نکرد |
| ۲۰۲۰ | جواز حضور پیدا نکرد |
| ۲۰۲۴ | جواز حضور پیدا نکرد |

جام جهانی
| ۱۹۷۱ | جواز حضور پیدا نکرد |
| ۱۹۷۳ | یازدهم              |
| ۱۹۷۵ | چهارم               |
| ۱۹۷۸ | دهم                 |
| ۱۹۸۲ | دهم                 |
| ۱۹۸۶ | جواز حضور پیدا نکرد |
| ۱۹۹۰ | جواز حضور پیدا نکرد |
| ۱۹۹۴ | جواز حضور پیدا نکرد |
| ۱۹۹۸ | یازدهم              |
| ۲۰۰۲ | هشتم                |
| ۲۰۰۶ | جواز حضور پیدا نکرد |
| ۲۰۱۰ | جواز حضور پیدا نکرد |
| ۲۰۱۴ | دوازدهم             |
| ۲۰۱۸ | پانزدهم             |
| ۲۰۲۳ | سیزدهم              |

بازی‌های آسیایی
| ۱۹۵۸ | چهارم |
| ۱۹۶۲ | 3     |
| ۱۹۶۶ | چهارم |
| ۱۹۷۰ | چهارم |
| ۱۹۷۴ | 3     |
| ۱۹۷۸ | 3     |
| ۱۹۸۲ | 3     |
| ۱۹۸۶ | چهارم |
| ۱۹۹۰ | 3     |
| ۱۹۹۴ | پنجم  |
| ۱۹۹۸ | پنجم  |
| ۲۰۰۲ | 3     |
| ۲۰۰۶ | ششم   |
| ۲۰۱۰ | 2     |
| ۲۰۱۴ | چهارم |
| ۲۰۱۸ | 2     |
| ۲۰۲۲ | ششم   |

کاپ آسیا
| ۱۹۸۲ | چهارم       |
| ۱۹۸۵ | پنجم        |
| ۱۹۸۹ | ششم         |
| ۱۹۹۳ | چهارم       |
| ۱۹۹۹ | چهارم       |
| ۲۰۰۳ | پنجم        |
| ۲۰۰۷ | سوم         |
| ۲۰۰۹ | چهارم       |
| ۲۰۱۳ | چهارم       |
| ۲۰۱۷ | نائب قهرمان |
| ۲۰۲۲ | نائب قهرمان |

بازی‌های کشورهای مشترک المنافع
| ۱۹۹۸ | 2          |
| ۲۰۰۶ | 3          |
| ۲۰۱۰ | هشتم       |
| ۲۰۱۴ | هفتم       |
| ۲۰۱۸ | پنجم       |
| ۲۰۲۲ | حضور نیافت |

لیگ جهانی
| ۲۰۱۲–۲۰۱۳ | یازدهم  |
| ۲۰۱۴–۲۰۱۵ | دوازدهم |
| ۲۰۱۶–۲۰۱۷ | نهم     |

جام ملتها
| ۲۰۲۲      | چهارم |
| ۲۰۲۳–۲۰۲۴ | هفتم  |

جام سلطان ازلان شاه
| ۱۹۸۳ | چهارم |
| ۱۹۸۵ | 2     |
| ۱۹۸۷ | چهارم |
| ۱۹۹۴ | چهارم |
| ۱۹۹۹ | 3     |
| ۲۰۰۰ | چهارم |
| ۲۰۰۷ | 2     |
| ۲۰۰۸ | هفتم  |
| ۲۰۰۹ | 2     |
| ۲۰۱۰ | چهارم |
| ۲۰۲۱ | هفتم  |
| ۲۰۱۲ | ششم   |
| ۲۰۱۳ | 2     |
| ۲۰۱۴ | 2     |
| ۲۰۱۵ | ششم   |
| ۲۰۱۶ | چهارم |
| ۲۰۱۷ | پنجم  |
| ۲۰۱۸ | چهارم |
| ۲۰۱۹ | 3     |
| ۲۰۲۲ | 1     |
| ۲۰۲۴ | چهارم |

بازی‌های جنوب شرق آسیا
| ۱۹۷۱ | 1                |
| ۱۹۷۳ | 2                |
| ۱۹۷۵ | 1                |
| ۱۹۷۷ | 1                |
| ۱۹۷۹ | 1                |
| ۱۹۸۱ | جزو رقابت‌ها نبود |
| ۱۹۸۳ | 1                |
| ۱۹۸۵ | جزو رقابت‌ها نبود |
| ۱۹۸۷ | 1                |
| ۱۹۸۹ | 1                |
| ۱۹۹۱ | جزو رقابت‌ها نبود |
| ۱۹۹۳ | 1                |
| ۱۹۹۵ | 1                |
| ۱۹۹۷ | 1                |
| ۱۹۹۹ | 1                |
| ۲۰۰۱ | 1                |
| ۲۰۰۳ | جزو رقابت‌ها نبود |
| ۲۰۰۵ | جزو رقابت‌ها نبود |
| ۲۰۰۷ | 1                |
| ۲۰۰۹ | جزو رقابت‌ها نبود |
| ۲۰۱۱ | جزو رقابت‌ها نبود |
| ۲۰۱۳ | 1                |
| ۲۰۱۵ | 1                |
| ۲۰۱۷ | 1                |
| ۲۰۱۹ | جزو رقابت‌ها نبود |
| ۲۰۲۱ | جزو رقابت‌ها نبود |
| ۲۰۲۳ | 1                |